# Estereopticón

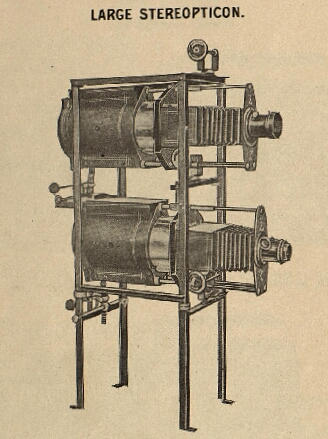
Estereopticón de Joseph Menchen. Dispositivo para proyectar efectos en movimiento, patrones e imágenes, etc.

El estereopticón (también llamado biógrafo-estereopticón) es un aparato proyector similar a la linterna mágica, aunque proporciona mayor claridad y tamaño en la proyección. El dispositivo dispone de dos lentes, que permiten fundir las imágenes.
El término estereopticón ha sido habitualmente mal empleado para referirse al estereoscopio. Sin embargo, un estereopticón no proyecta ni muestra imágenes estereoscópicas o tridimensionales (3-D). Las dos lentes son usadas para fundir las imágenes cuando son proyectadas. Así, todos los estereopticones pueden ser clasificados como linternas mágicas, pero no todas las linternas mágicas son estereopticones.

## Historia
Estos aparatos se remontan a mediados del siglo XIX y eran una forma popular de entretenimiento y educación antes de la llegada de las imágenes en movimiento y del cine propiamente dicho.
Los americanos William y Frederick Langenheim introdujeron la tecnología de diapositiva del estereopticón (las exposiciones de diapositivas de fotografías proyectadas sobre el cristal) en 1850. Por solo diez centavos, la gente podía ver fotografías realistas sobre naturaleza, historia y temas científicos.
Al principio, se monstraban las imágenes de forma aleatoria; pero con el tiempo se empezaron a colocar las diapositivas en un orden lógico, creando una narrativa. Esta narración visual precedió directamente al desarrollo de las primeras imágenes en movimiento.
Fabricado industrialmente por la empresa francesa Pathé Frères (de los hermanos Émile y Charles Pathé), el estereopticón acapararía la cinematografía mundial hasta la Primera Guerra Mundial, cuando la producción norteamericana comienza a regir.